# Coistão Superior

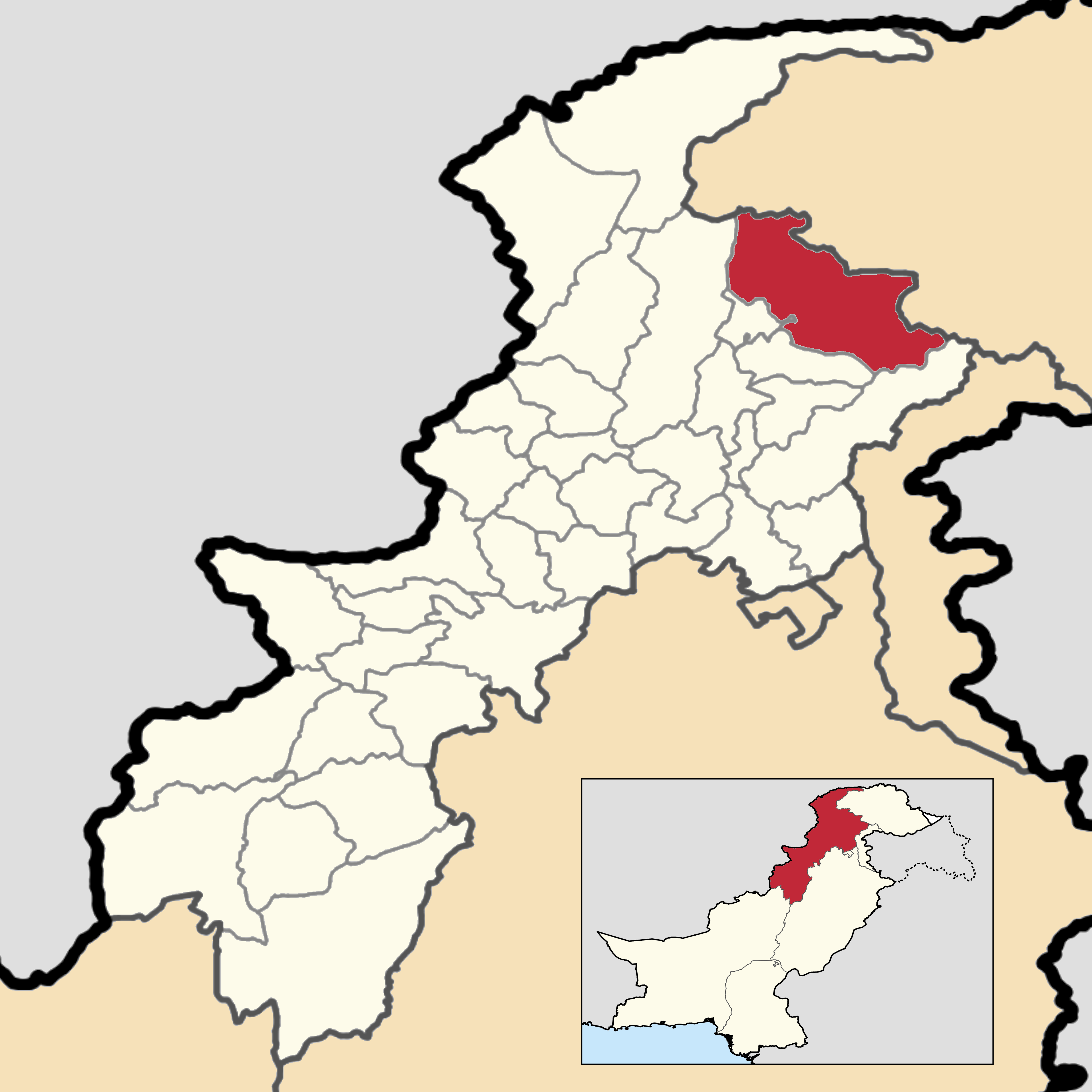
Território do Coistão dentro da província

Coistão Superior ou Cuistão (em urdu: ضِلع اپر کوہستان em pastó: بر کوہستان ولسوالۍ) é um distrito do Paquistão que se situa na província de Khyber Pakhtunkhwa. Foi criado em 2014 como parte do antigo distrito de Coistão. De acordo com o censo populacional de 2017, abrigava 306 337 residentes, distribuídos entre a capital Dassu (222 282) e o subdistrito de Cândia (84 055). O estilo de vida de seus habitantes é totalmente rural. O número total de domicílios no distrito, de acordo com o censo de 2017, era de 39 849.